# Himantoglossum montis-tauri
Himantoglossum montis-tauri är en orkidéart som beskrevs av Carolus Adrianus Johannes Kreutz och W.Lüders. Himantoglossum montis-tauri ingår i släktet Himantoglossum och familjen orkidéer. Inga underarter finns listade i Catalogue of Life.